# Dirty Situation
Dirty Situation – singel Mohombiego promujący album MoveMeant, wydany 22 listopada 2010 nakładem wytwórni Island Records oraz AZ. Gościnny udział w nagraniu singla wziął Akon. Utwór napisali i skomponowali RedOne, AJ Junior, Bilal Hajji oraz sam wokalista. Za miksowanie utworu odpowiadał Robert Orton. 
Singel dotarł do 9. miejsca w publikowanym przez Musiikkituottajat fińskim zestawieniu singli, 54. miejsca na szwedzkiej Sverigetopplistan, 28. pozycji francuskiego zestawienia Top Singles & Titres, 67. miejsca na holenderskiej liście singli publikowanej przez MegaCharts, 16. pozycji na flamandzkiej liście Ultratop 50 Singles oraz 26. pozycji na walońskiej Ultratop 50 Singles w Belgii, a także 94. miejsca kanadyjskiego zestawienia Billboard Canadian Hot 100.

## Lista utworów
- Digital download[1]

1. „Dirty Situation” – 3:39
2. „Dirty Situation” (French Version Edit) – 3:40

## Notowania
| Kraj      | Notowanie (2011)               | Najwyższa pozycja |
| --------- | ------------------------------ | ----------------- |
| Finlandia | Musiikkituottajat              | 9                 |
| Szwecja   | Sverigetopplistan              | 54                |
| Francja   | Top Singles & Titres           | 28                |
| Belgia    | Ultratop 50 Singles (Flandria) | 16                |
| Belgia    | Ultratop 50 Singles (Walonia)  | 26                |
| Holandia  | MegaCharts                     | 67                |
| Kanada    | Billboard Canadian Hot 100     | 94                |